# Poecilopsis omissa
Poecilopsis omissa är en fjärilsart som beskrevs av Harrison. Poecilopsis omissa ingår i släktet Poecilopsis och familjen mätare. Inga underarter finns listade i Catalogue of Life.